# Truth Rising
Truth Rising es el octavo álbum de estudio por Hed PE. Publicado el 26 de octubre de 2010. Aumento de la Verdad debutó en el # 98 en el Billboard 200. El álbum también alcanzó # 13 Top Independent albums charts.

## Listado de canciones
Todas las canciones escritas y compuestas por Hed PE. 
| N.º | Título                                            | Duración |  |
| 1.  | «Silence Is Betrayal (Intro)»                     | 1:29     |  |
| 2.  | «Truth Rising»                                    | 1:41     |  |
| 3.  | «It's All Over»                                   | 3:42     |  |
| 4.  | «The Capitalist Conspiracy (Intro)»               | 0:16     |  |
| 5.  | «No Rest for the Wicked»                          | 3:57     |  |
| 6.  | «This Fire»                                       | 3:35     |  |
| 7.  | «Takeover»                                        | 3:34     |  |
| 8.  | «Stand Up (feat. Lajon Witherspoon de Sevendust)» | 4:00     |  |
| 9.  | «Beijo Na Boca (Intro)»                           | 0:43     |  |
| 10. | «Menina»                                          | 2:49     |  |
| 11. | «Universal Peace (Intro)»                         | 0:40     |  |
| 12. | «Forward Go!»                                     | 4:48     |  |
| 13. | «Bad News»                                        | 3:49     |  |
| 14. | «Deepthroat (Intro)»                              | 1:22     |  |
| 15. | «Murder»                                          | 4:45     |  |
| 16. | «The Hed Honcho (Outro)»                          | 1:10     |  |
| 17. | «Children of the Fall»                            | 3:27     |  |
| 18. | «Enough Secrecy (Intro)»                          | 0:26     |  |
| 19. | «No More Secrets»                                 | 4:49     |  |
| 20. | «Whitehouse»                                      | 1:16     |  |
| 21. | «We Are the Ones (Intro)»                         | 0:15     |  |
| 22. | «It's Alright!»                                   | 6:39     |  |

| Skull & Bonus CD |                                                            |          |  |
| N.º              | Título                                                     | Duración |  |
| 1.               | «Judgement Day (Exclusive)»                                | 5:25     |  |
| 2.               | «Takeover (feat. Axe Murder Boyz & Chucky Styles of DGAF)» | 7:15     |  |
| 3.               | «No More Secrets (Renegade Remix)»                         | 10:31    |  |
| 4.               | «The Love You Show (Exclusive)»                            | 4:42     |  |
| 5.               | «A Conversation with Jahred About the Truth Movement»      | 31:57    |  |

## Personal
- M.C.U.D - Voz
- Jaxon Benge - Guitarra
- Mawk - Bajo
- DJ Product © 1969 - Giradiscos
- Trauma - Batería

### Adiciones especiales
- Lajon Witherspoon - Voz en Stand Up
- Axe Murder Boyz - Voz en Takeover

- Datos: Q3282620